# Naturschutzgebiet Auberg und Oberläufe des Wambaches
Koordinaten: 51° 23′ 13″ N, 6° 52′ 39″ O

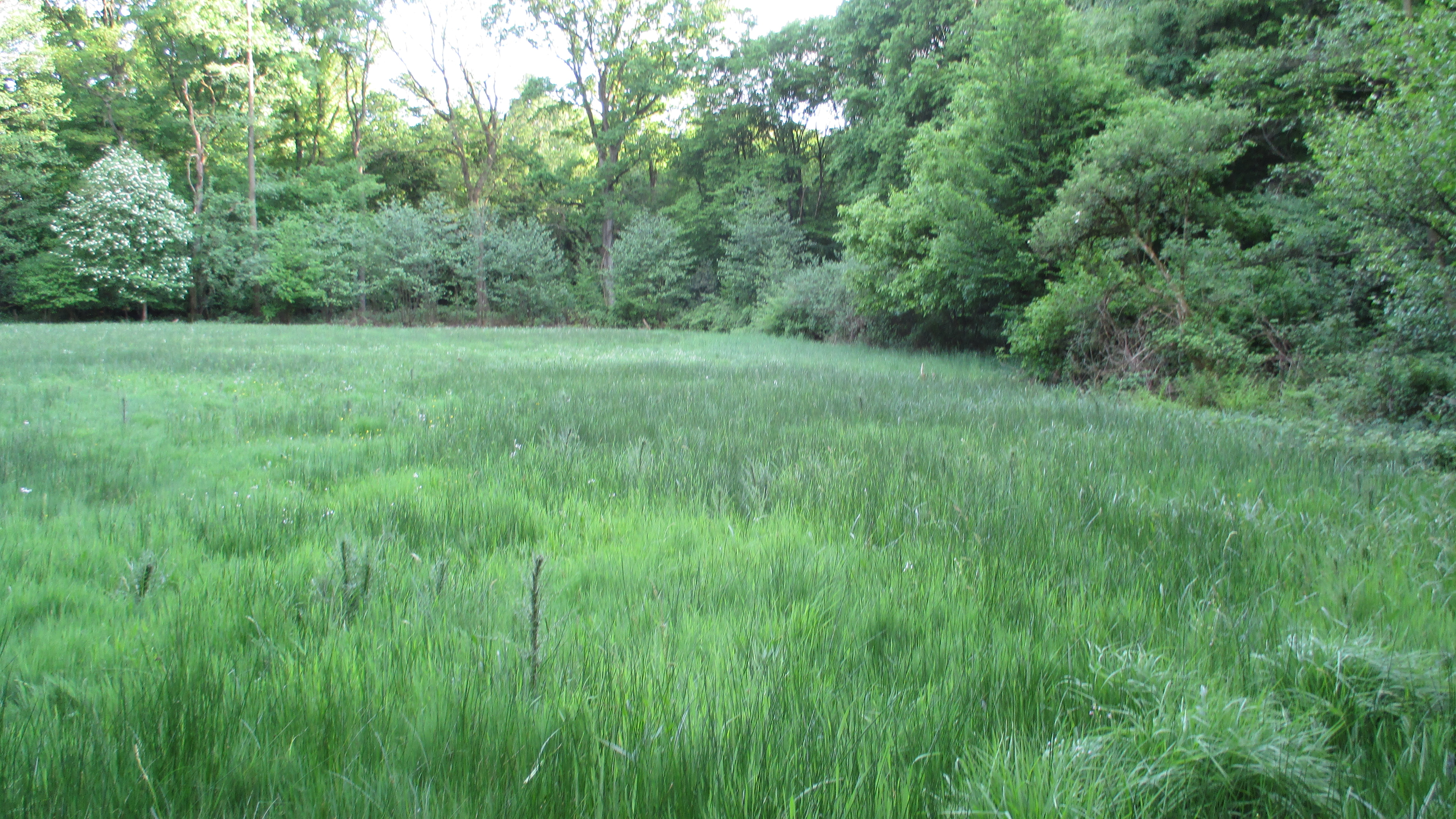
Naturschutzgebiet Auberg und Oberläufe des Wambaches (Mai 2015)

Das Naturschutzgebiet Auberg und Oberläufe des Wambaches liegt auf dem Gebiet der kreisfreien Stadt Mülheim an der Ruhr in Nordrhein-Westfalen. 
Das Gebiet erstreckt sich südlich der Kernstadt von Mülheim an der Ruhr entlang des Wambachs, eines rechtsseitigen Zuflusses des Dickelsbachs. Westlich des Gebietes verläuft die B 1, östlich erstreckt sich das etwa 47,5 ha große Naturschutzgebiet Ruhrtalhang am Auberg und fließt die Ruhr und südöstlich verläuft die A 52.

## Bedeutung
Das etwa 74,9 ha große Gebiet wurde im Jahr 2001 unter der Schlüsselnummer MH-014 unter Naturschutz gestellt. Schutzziele sind  	
- der Erhalt von extensiv genutztem, teilweise magerem Grünland und
- der Erhalt eines naturnahen Bachlaufes mit angrenzenden Waldflächen sowie Grünland[2]